# Jorge Peredo
Jorge Peredo, mit vollständigem Namen Jorge Sigfrido Peredo Gutiérrez , (* 17. Februar 1953 in Santiago de Chile) ist ein ehemaliger chilenischer Fußballspieler. Der Stürmer absolvierte fünf Länderspiele für die Nationalmannschaft Chiles, in denen er vier Tore erzielte.

## Karriere

### Verein
Jorge Peredo debütierte 1974 beim Zweitligisten Deportivo Ñublense. 1975 wechselte er in die Primera División zum CD Aviación, für das er in zwei Spielzeiten 15 Tore erzielte. 1977 wechselte Peredo zu Unión Española, mit dem er die Meisterschaft 1977 gewinnen konnte. Mit 22 Saisontoren war er hinter Óscar Fabbiani vom CD Palestino zweitbester Torjäger der Liga und bester seines Klubs. Er spielte bis zu seinem Karriereende 1984 noch zwei Jahre für Palestino, zwei Jahre für Deportes Puerto Montt und das letzte Jahr für den bolivianischen Klub Petrolero de Cochabamba.

### Nationalmannschaft
Für die chilenische Nationalmannschaft debütierte Jorge Peredo bei der Copa América 1979 gegen Venezuela. Beim 1:1-Unentschieden schoss er in der 81. Spielminute den 1:1-Ausgleichstreffer. Das Team von Luis Santibáñez gewann die Gruppe A vor den punktgleichen Kolumbianern und erreichte nach dem Halbfinalsieg über Peru das Finale gegen Paraguay. Im Finale setzte sich Paraguay im Entscheidungsspiel durch, nachdem zuvor beide Teams ihre Heimspiele gewonnen hatten. Peredo spielte alle vier Gruppenspielen und das Halbfinale. Im Finale kam er nicht zum Einsatz. Das Halbfinale gegen Peru war auch das letzte seiner fünf Länderspiele, die er alle bei der Copa América absolvierte. Der Offensivspieler erzielte vier Turniertore und wurde damit zusammen mit Eugenio Morel Torschützenkönig des Wettbewerbs.

## Erfolge
Unión Española
- Chilenischer Meister: 1977

Chile
- Copa-América-Finalist: 1979

## Auszeichnungen
- Torschützenkönig der Copa América: 1979